# Chamaedorea elegans
Chamaedorea elegans là loài thực vật có hoa thuộc họ Arecaceae. Loài này được Mart. mô tả khoa học đầu tiên năm 1830.

## Hình ảnh

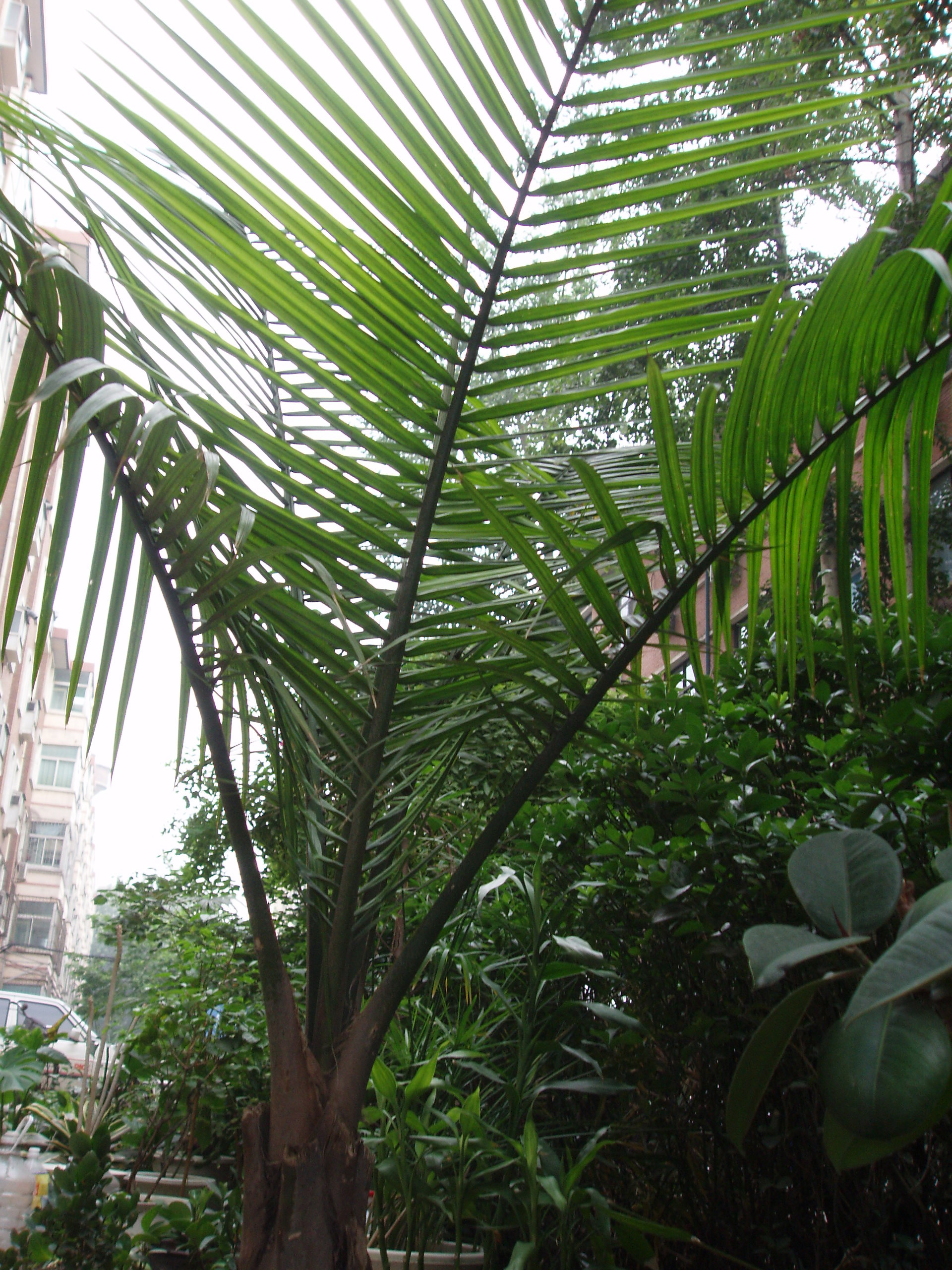
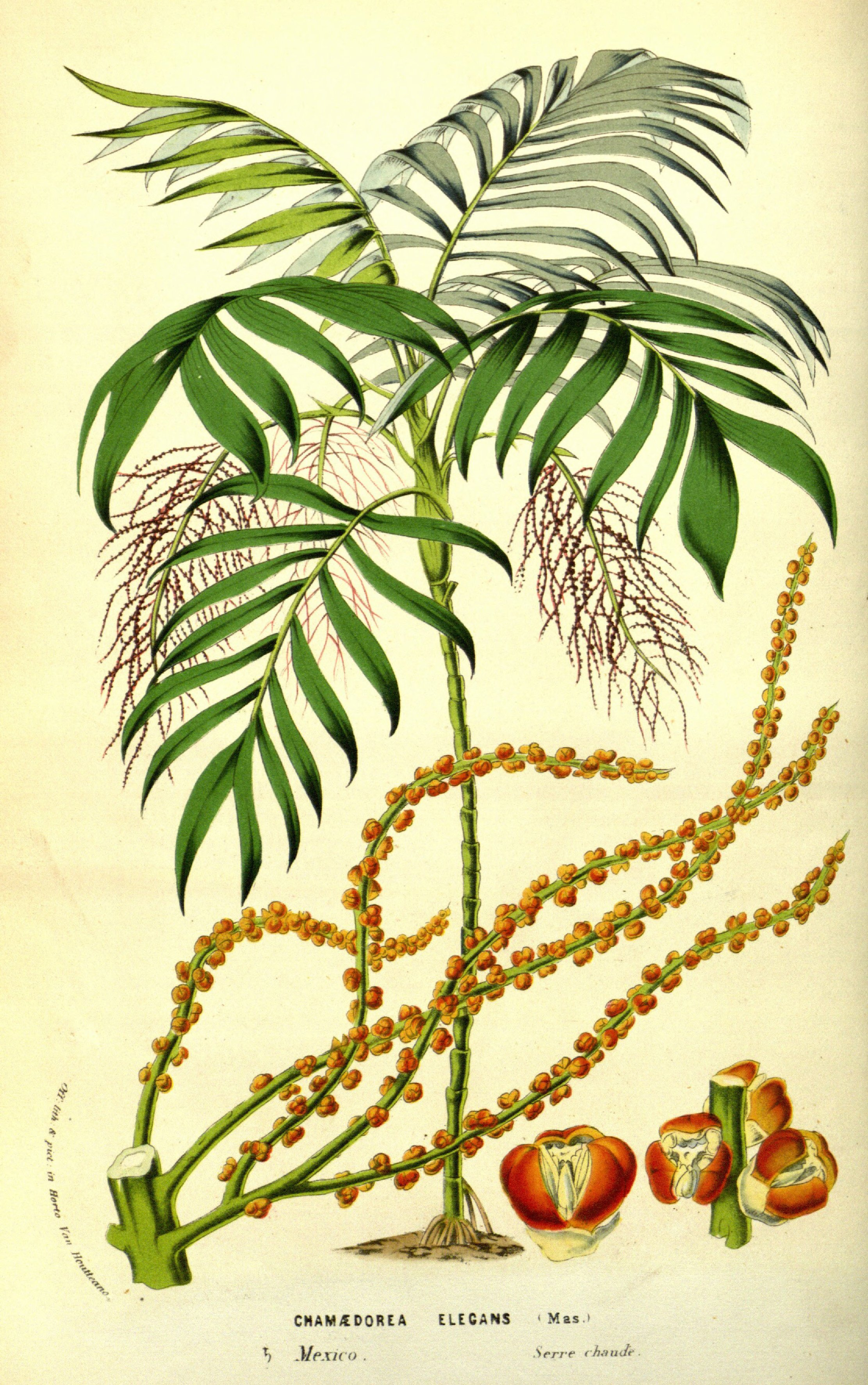
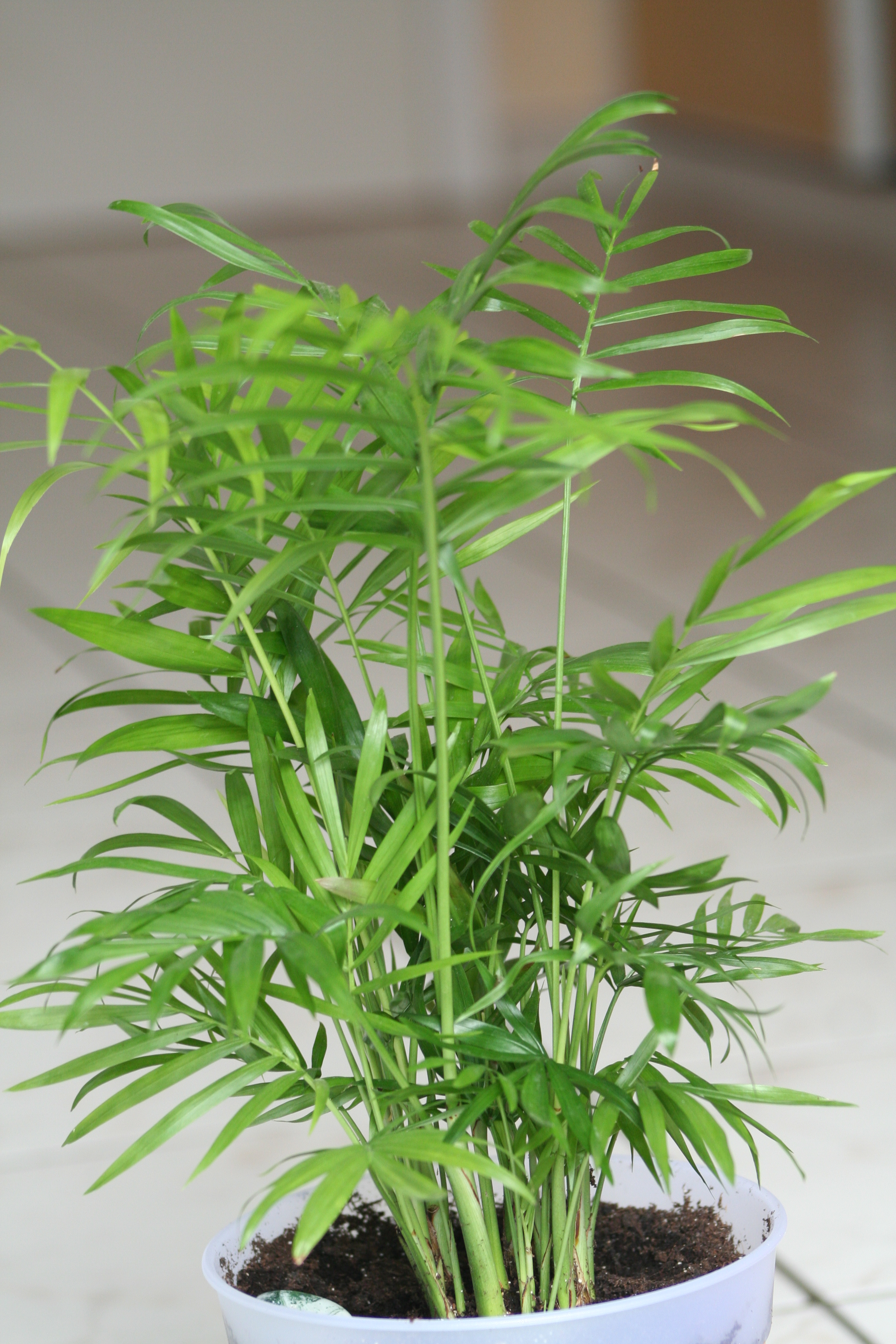
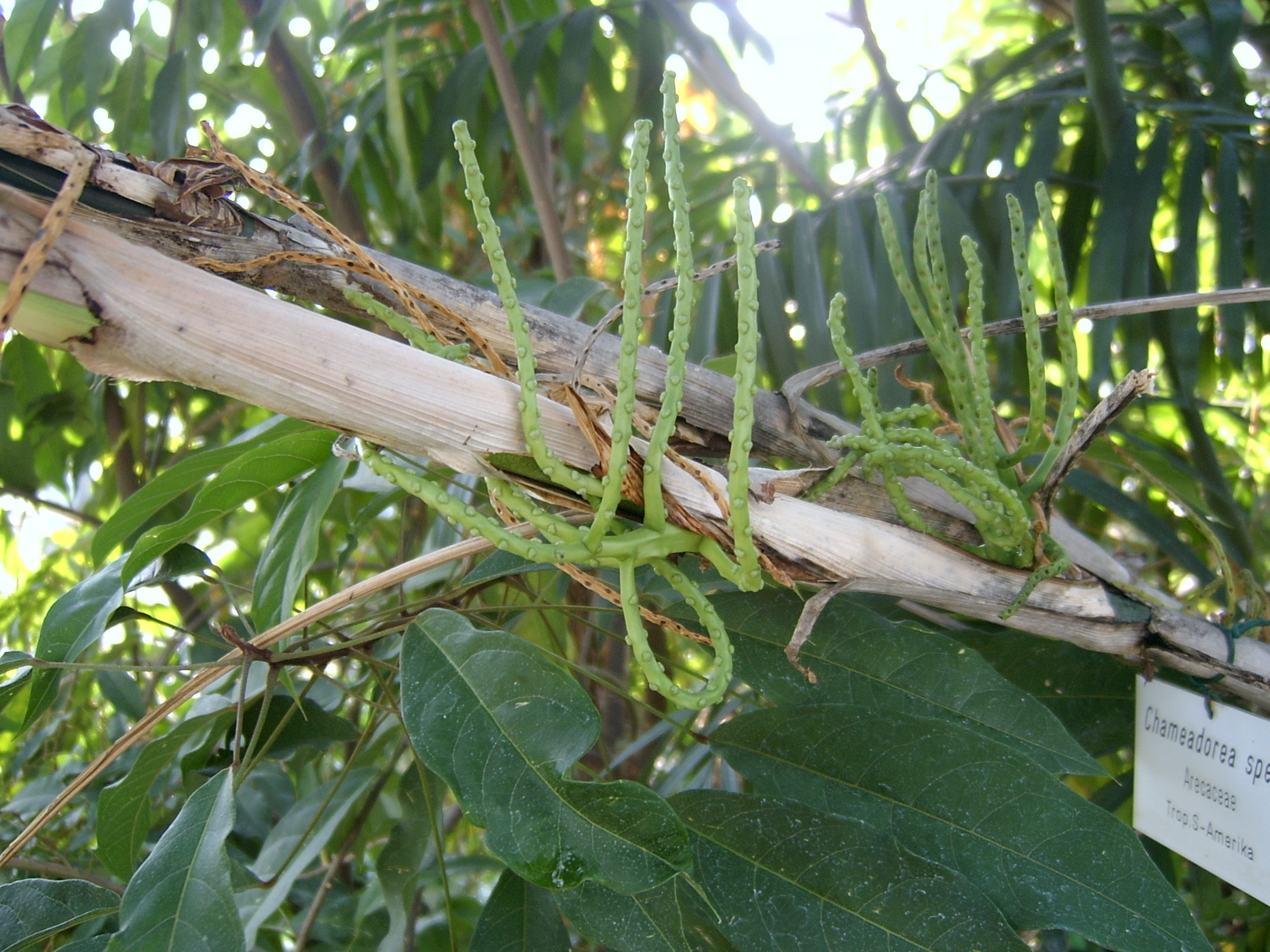